# Хёйгор, Сонни
Со́нни Хёйгор (фар. Sonni Højgaard; род. 2 февраля 1997 года в Рунавуйке, Фарерские острова) — фарерский футболист, вратарь клуба «Вуйчингур».

## Карьера
Сонни — воспитанник рунавуйкского футбола. В 2018 году он перебрался из «НСИ» в «Скалу». Сонни стал выступать за вторую команду в первом дивизионе, при этом являясь запасным вратарём основного состава. Его дебют за «Скалу» состоялся 6 октября того же года в матче фарерской премьер-лиги против столичного «ХБ», в нём голкипер пропустил один мяч. Это была единственная игра Сонни за главную команду «оранжевых». В сезоне-2019 он выступал только за их дублирующий состав, пропустив 14 голов в 5 встречах первой лиги.
В 2020 году Сонни покинул «Скалу» и присоединился ко второй команде «Вуйчингура». В сезоне-2021 из-за травмы основного вратаря «викингов» Боарура о Рейнатрё Сонни стал временным «первым номером» главной команды клуба. В дебютном матче в чемпионате архипелага против «ТБ», состоявшемся 12 сентября, он не пропустил ни одного гола.